# Mjölksaft
Mjölksaft eller latex är en emulsion av polymerer som finns i speciella kärl, mjölksaftskärl , hos många fröväxter. Emulsionen har ofta en vit färg (maskrosornas mjölksaft är ett välbekant exempel), därav namnet, men även gul till röd mjölksaft förekommer (skelörten har exempelvis orange mjölksaft - som tillika är giftig). Mjölksaftskärlen byggs upp av speciella celler och skall inte blandas samman med xylem och floem, de kanalsystem som transporterar vatten, mineraler och näringsämnen i växten.
Naturgummi produceras av mjölksaft från gummiträd och opium från opievallmons mjölksaft.
Med "mjölksaft" kan även avses chylus, en mjölkaktig (på grund av uppslammade fett-transporterande kylomikroner) lymfa i tarmkäxet.